# Acanthiza iredalei
Az Acanthiza iredalei a madarak osztályának verébalakúak (Passeriformes) rendjébe, az ausztrálposzáta-félék (Acanthizidae) családjába tartozó  faj.

## Rendszerezése
A fajt Gregory Mathews ausztrál ornitológus írta le 1911-ben.

## Alfajai
- Acanthiza iredalei hedleyi Mathews, 1912
- Acanthiza iredalei iredalei Mathews, 1911
- Acanthiza iredalei rosinae Mathews, 1913[2]

## Előfordulása
Ausztrália területén honos. Természetes élőhelyei a szubtrópusi és trópusi mangroveerdők és cserjések. Állandó, nem vonuló faj.

## Megjelenése
Testhossza 8,5-11 centiméter, testtömege 6 gramm.

## Életmódja
Ízeltlábúakkal táplálkozik.

## Természetvédelmi helyzete
Az elterjedési területe rendkívül nagy, egyedszáma ugyan csökken, de még nem éri el a kritikus szintet. A Természetvédelmi Világszövetség Vörös listáján nem fenyegetett fajként szerepel.